# فرودگاه تک‌بانده چان چیچ
فرودگاه تک‌بانده چان چیچ (به انگلیسی: Chan Chich Airstrip) یک فرودگاه خصوصی است . این فرودگاه در کشور بلیز قرار دارد .